# Sackstich
Der Sackstich ist ein Verbindungsknoten auf Basis des Überhandknotens, der schnell und einfach zu binden ist.

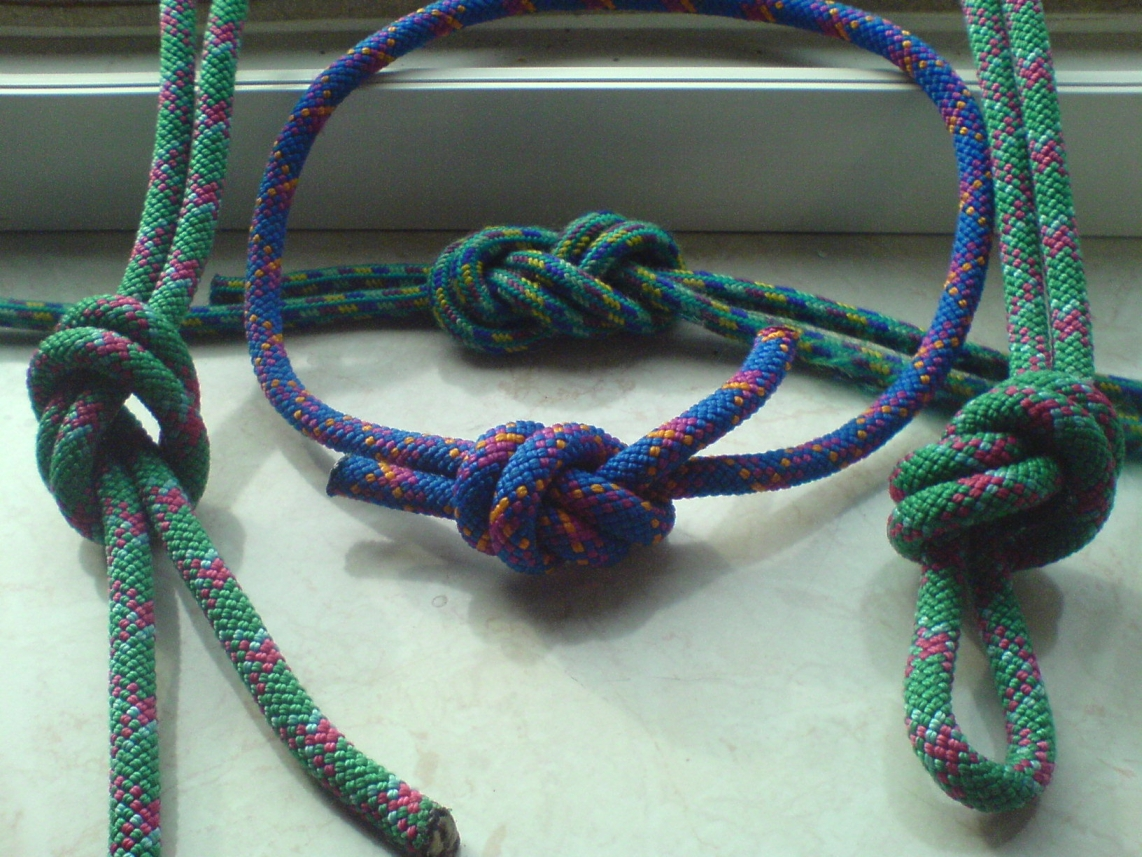
Die vordere Reihe zeigt drei Variationen des Sackstichs:
– Tropfenform (links)
– Ringform (mitten)
– Schlaufe (rechts)
gegenübergestellt dem Achterknoten (hinten)

## Anwendung
Der Sackstich dient zum Herstellen einer einfachen und schnellen Verbindung zweier Seile oder als Schlaufe. Die Knotenfestigkeit ist in der Ringform besser als in der Tropfenform. So beträgt sie bei einer 5-mm-Reepschnur aus Dyneema in Ringform 33 %, in Tropfenform dagegen nur 28 %; bei 4,5 mm aus Kevlar sind es 53 % gegenüber 38 %. Nach Belastung ist der Sackstich kaum mehr zu lösen.
Beim Abseilen mit Doppelseil verwenden Bergsteiger diesen Knoten in Tropfenform häufig. Er ist leicht zu kontrollieren und verklemmt sich selten in einer Felsspalte beim Abziehen.
Da die Kräfte verhältnismäßig gering sind gegenüber der Zugfestigkeit des Seils, spielt die Knotenfestigkeit eine untergeordnete Rolle. Er kann auch bei unterschiedlich dicken Seilen verwendet werden. Auch wenn der Knoten im amerikanischen Englisch den Beinamen European Death Knot trägt, gilt er dennoch als zuverlässiger Knoten zum Verbinden zweier Kletterseile.
Der Sackstich in Tropfenform rutscht besonders gut durch einen Karabinerhaken, da er auf einer Seite glatt ist. Als kurze Endlosschlinge kann er auch als Knotenschlinge in eine Felsspalte gelegt werden und so als provisorischer Sicherungspunkt dienen.

## Knüpfen

### Tropfenform
Für die tropfenförmige Variation des Sackstichs werden die beiden Seilenden nebeneinander gelegt. Dann wird mit dem doppelten Seil ein Überhandknoten geknüpft. Der Knoten muss gut festgezogen werden und das lose Ende sollte mindestens das Zehnfache des Seildurchmessers betragen (siehe Abbildung). Überlange Seilenden bieten keine Vorteile, sondern nur das Risiko eines Verhängers.

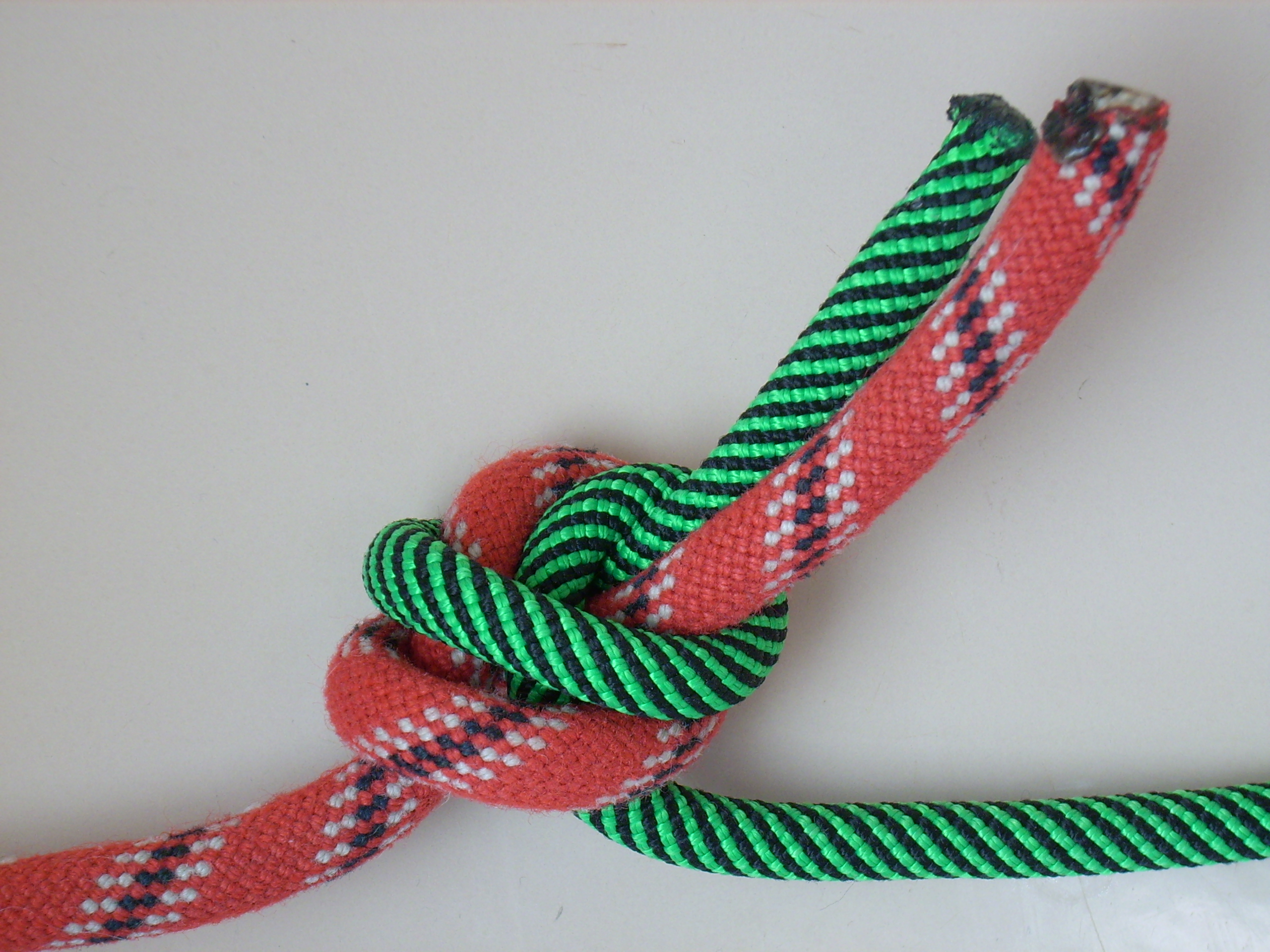
Sackstich (Tropfenform)

### Ringform
Um diese Form zu knüpfen, muss der Knoten gesteckt werden. In ein Seilende wird ein loser Überhandknoten geschlungen. Mit dem anderen Seilende fährt man gegenläufig parallel dem ersten genau nach.

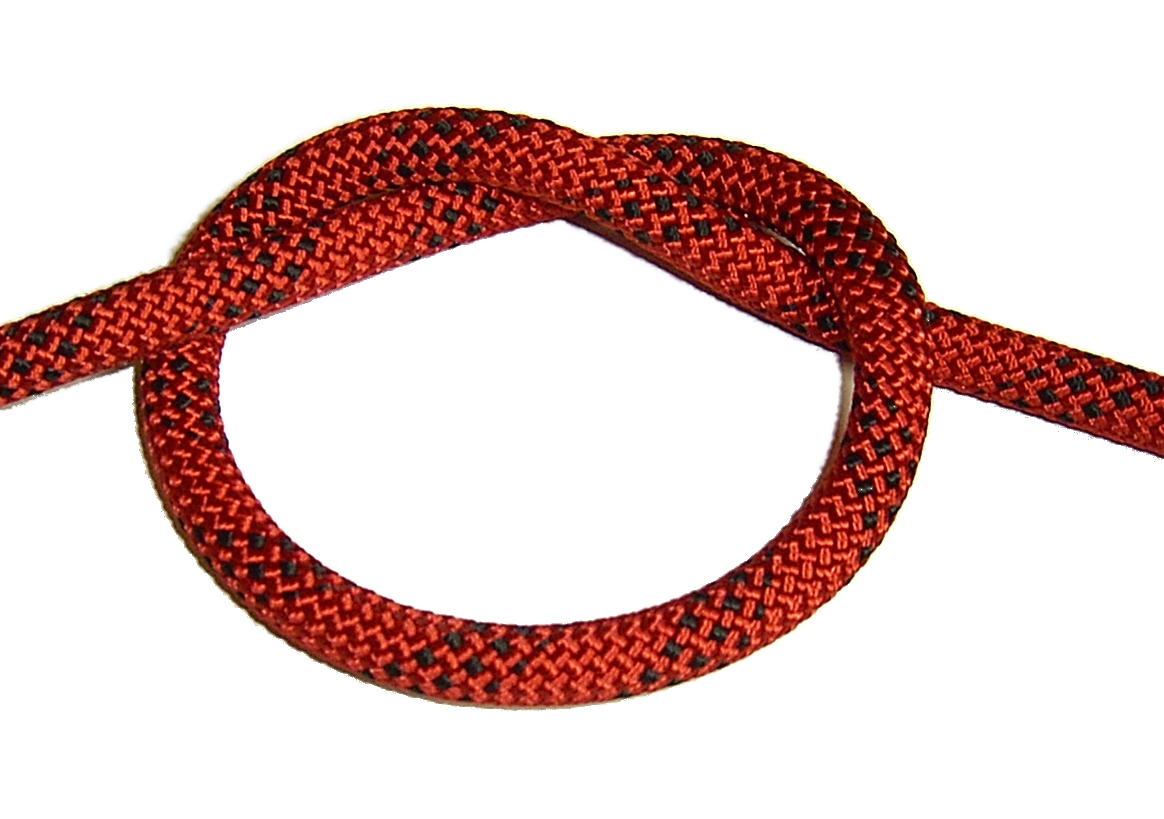
Loser Überhandknoten
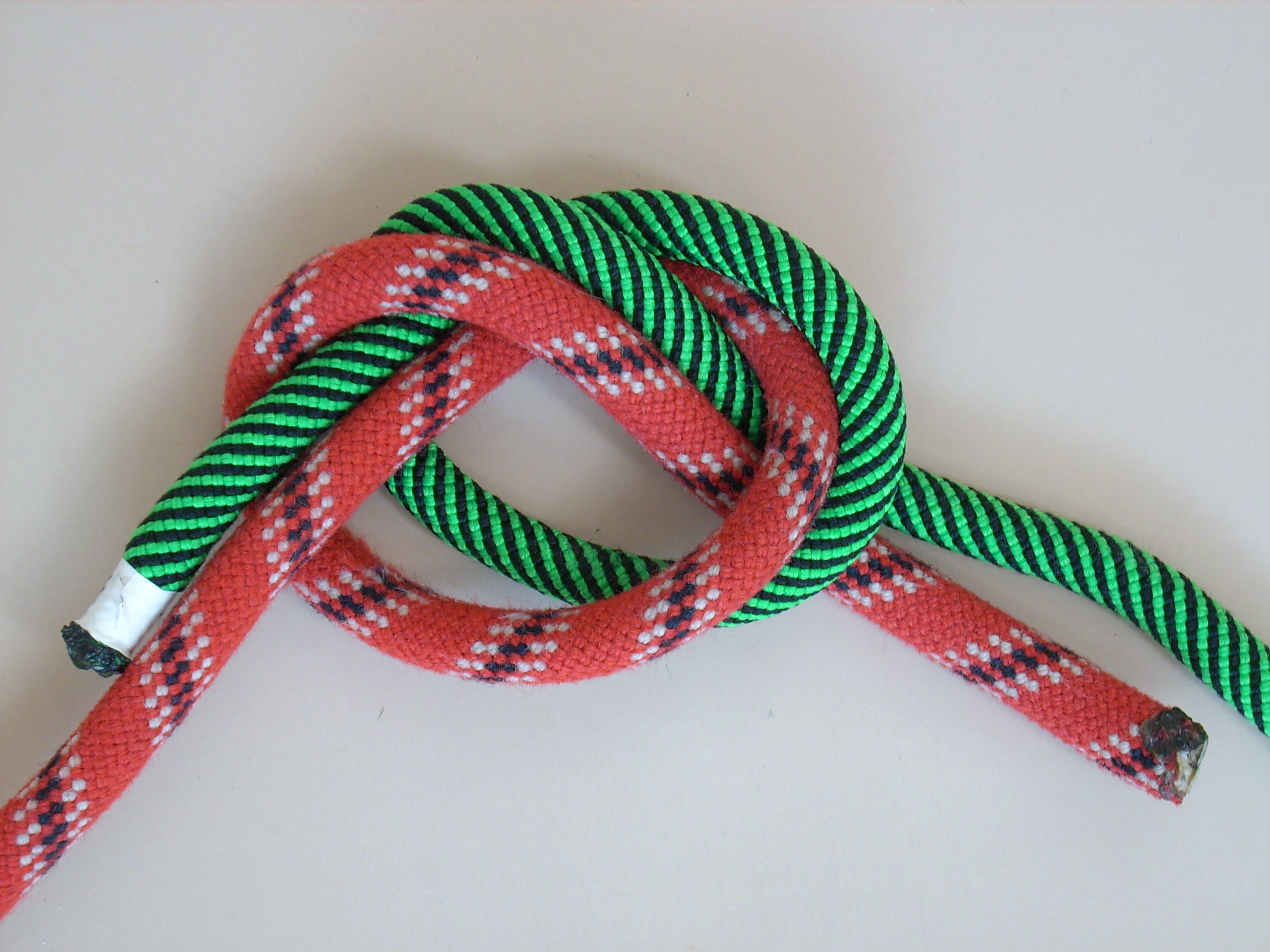
Zwei lose Überhandknoten gegeneinander
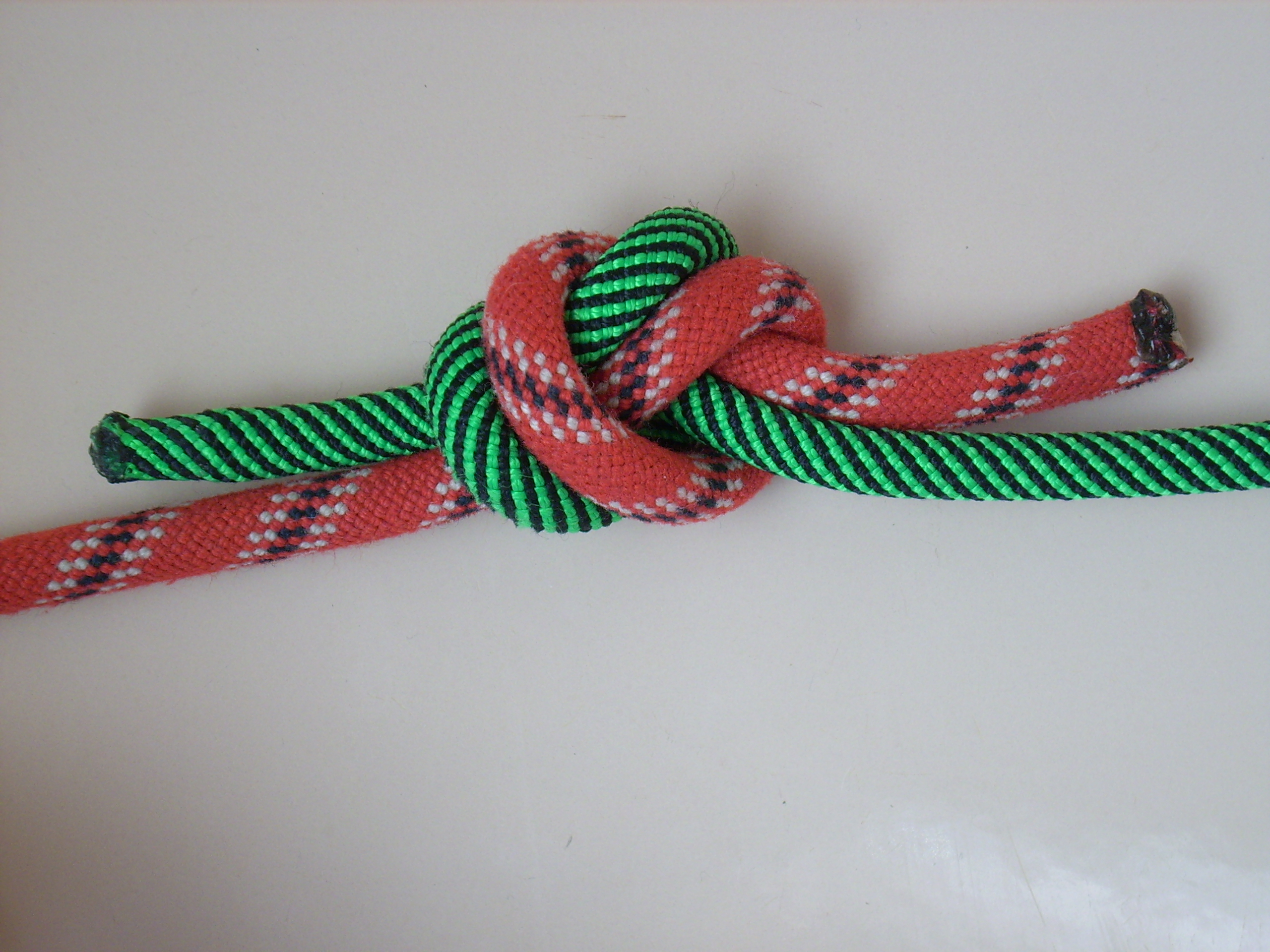
Fertiger Ringknoten (ABoK 1412)
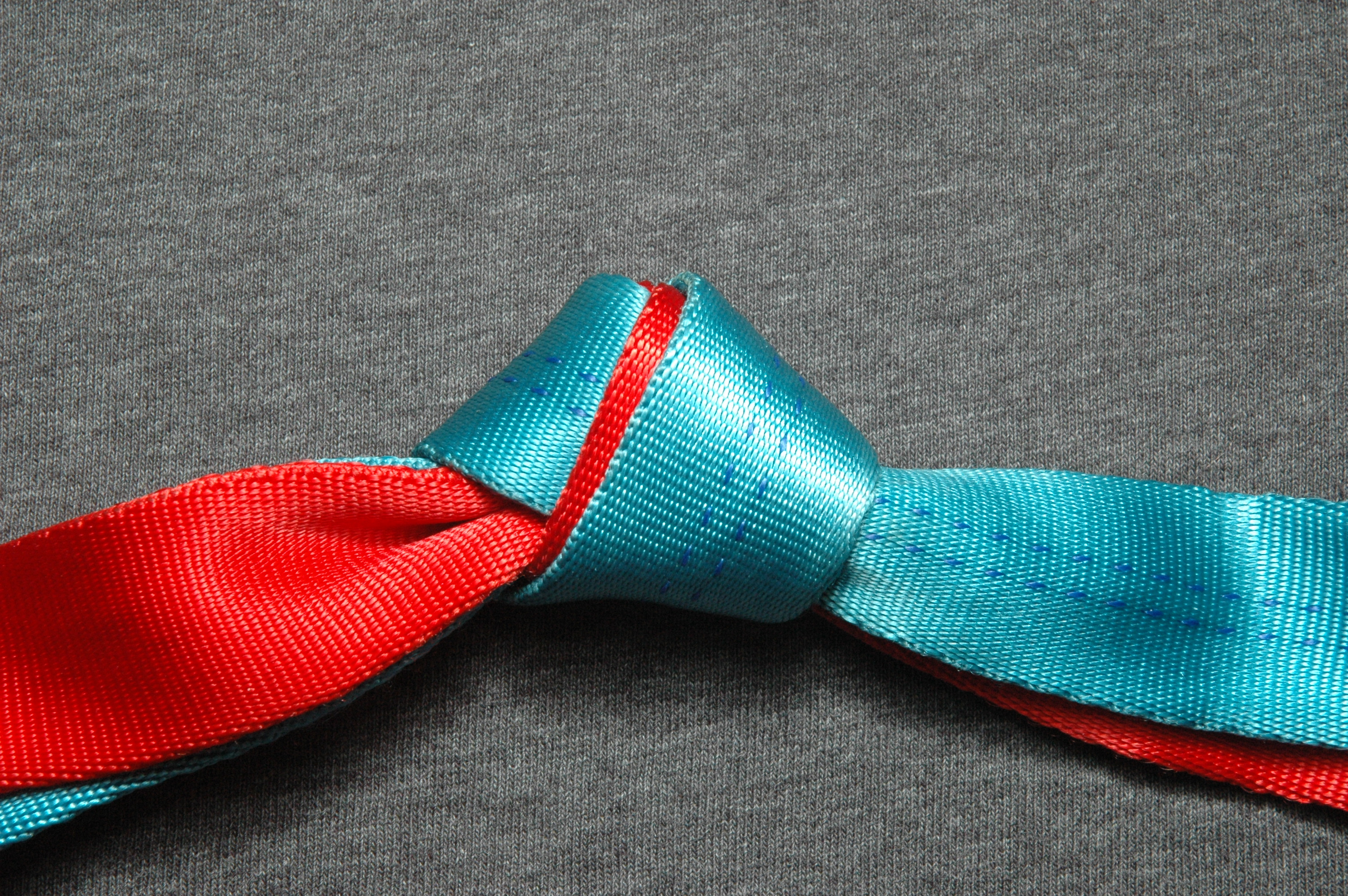
Bandschlingenknoten

Die Ringform wurde früher zum Knüpfen von Bandschlingen aus Meterware verwendet und trägt bei dieser Anwendung den Namen Bandschlingenknoten oder Wasserknoten.

### Schlaufenform

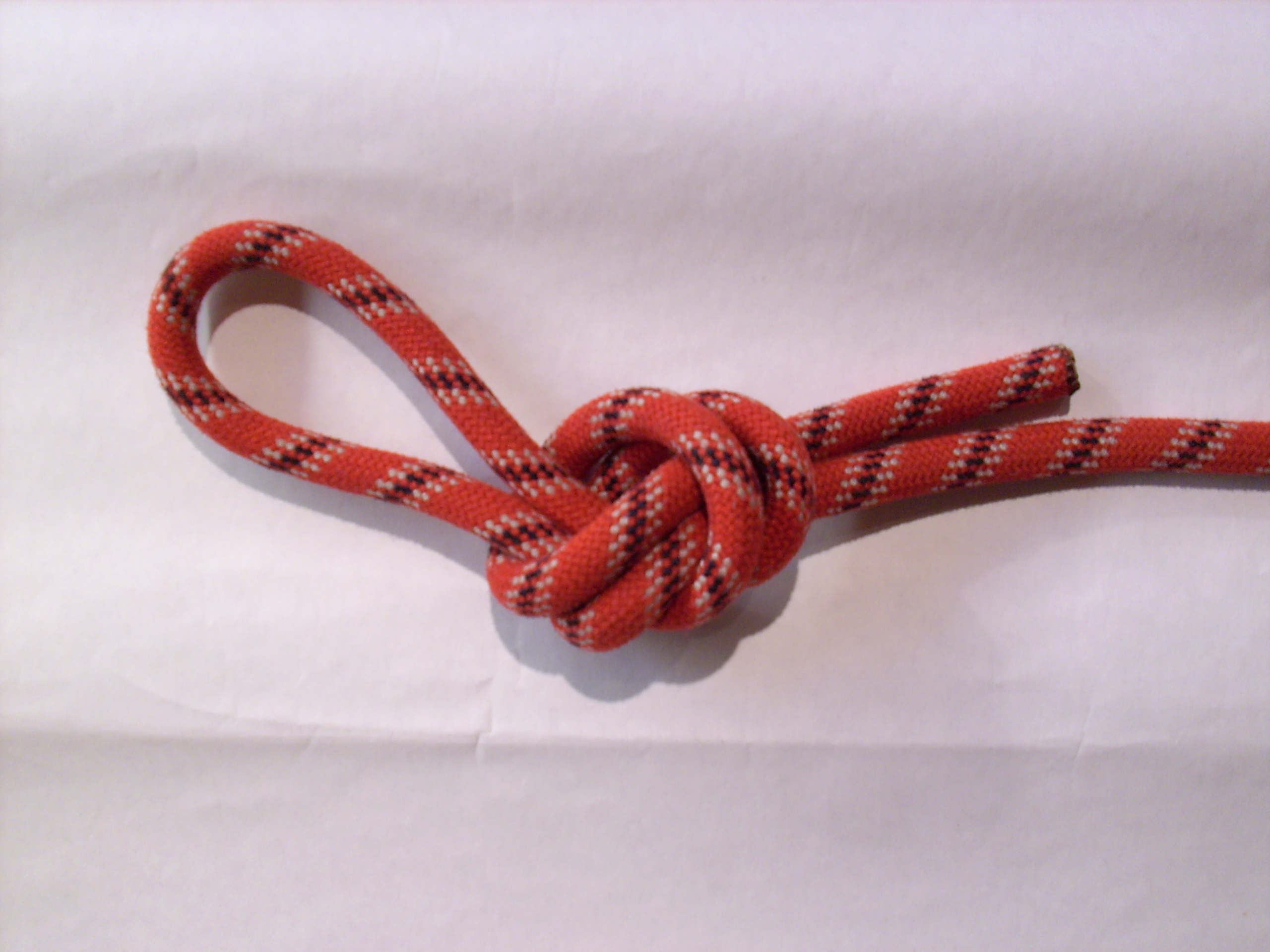
„Sackstich als Schlaufe“, auch Überhandschlaufe genannt

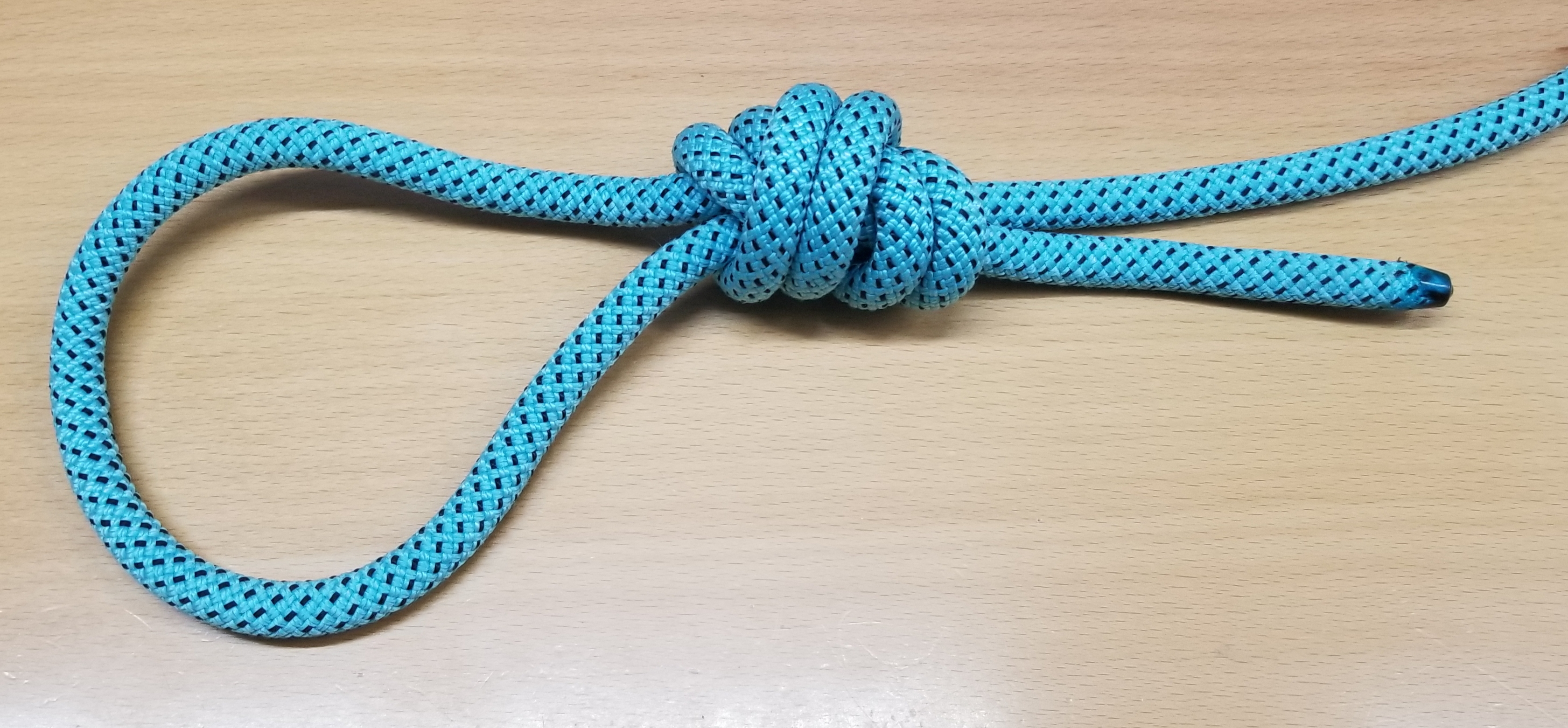
Doppelte Überhandschlaufe

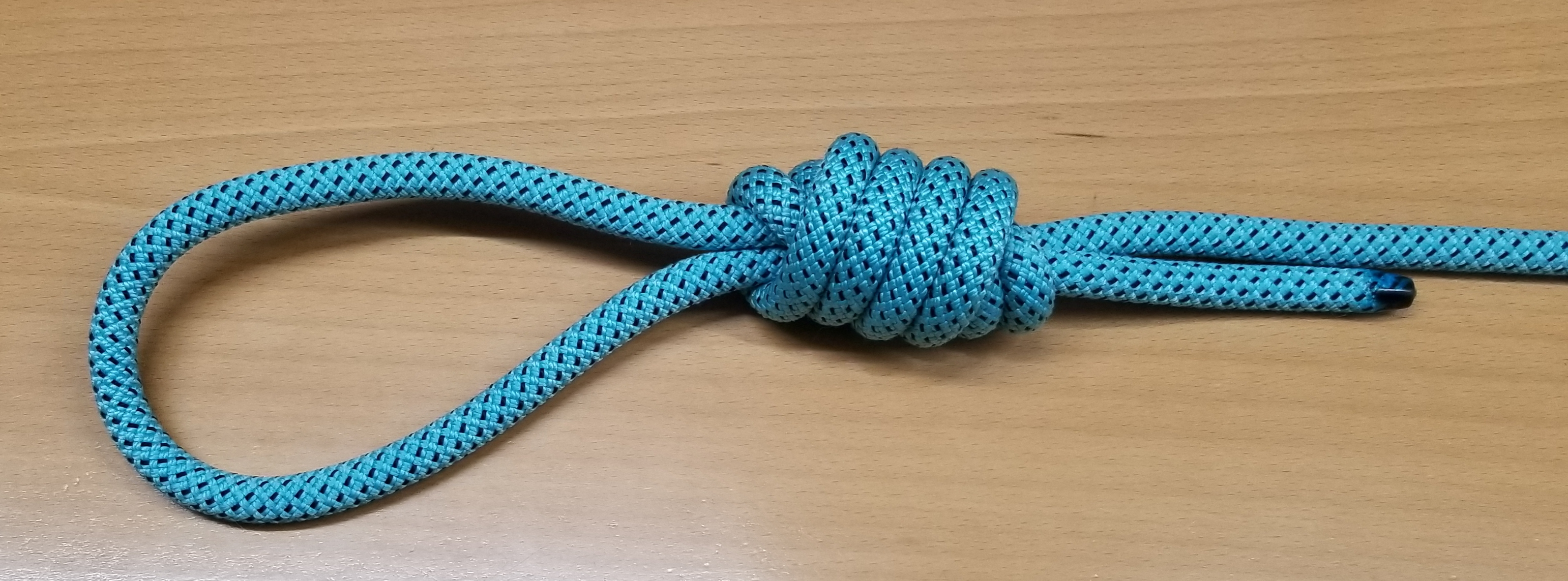
Dreifache Überhandschlaufe

Als Schlaufe geknüpft, heißt der Knoten bei Kletterern ebenfalls Sackstich. Schweizer Bergsteiger nennen ihn auch Führerknoten. Zum Anseilen in Zweierseilschaften eignet er sich jedoch nicht, da er keine Redundanz bietet, und nach einem Sturz nicht mehr zu öffnen ist. Zu diesem Zweck findet man ihn höchstens am Toprope-Seil in Kletterhallen, wo ein Öffnen nicht erwünscht ist. Bei Gletscherbegehungen kann der Mittelmann den Knoten aber als Anseilknoten nutzen. Ebenso wird er beim Anseilen mit Brustgurt verwendet. Auch dient er als Stopper am Seilende als Alternative zum Achtknoten.
Laut Clifford W. Ashley ist er die einfachste und gebräuchlichste Schlaufe. Er nennt ihn Schlaufenknoten oder auch Überhandschlaufe. Im Geschäft und zu Hause wird er oft beim Verschnüren von Paketen verwendet, auf dem Bauernhof und allgemein beim Transportieren, um die Seilenden der  Ladungssicherung (Laschings) reinzuhängen. Für Tauwerk ist er aber nicht besonders geeignet, weil die Schlaufe im Gegensatz zum Palstek und anderen Schlaufen wieder schwer aufzubinden ist. Man kann die Überhandschlaufe auch als einen dicken Stopperknoten verwenden.

## Alternativen
Ein Achterknoten lässt sich als Seilverbindung nach Belastung leichter lösen. In Tropfenform wird er beim Abseilen allerdings nicht empfohlen, da er bereits bei 2 kN rollt. Es gab bereits Unfälle mit dieser Anwendung. Auch in Ringform ist er dem Sackstich unterlegen, weil er aufgrund der größeren Knotenform eher in Felsspalten hängen bleibt. Zum Anseilen verwenden Kletterer den Achterknoten als Schlaufe.
Der Paketknoten hat eine deutlich höhere Knotenfestigkeit als der Sackstich, ist aber etwas schwieriger zu knüpfen und hat ein komplexeres Knotenbild.
Sehr sichere Verbindungen auch mit rutschigen Seilen erreichen Spierenstich, doppelter Spierenstich und Zeppelinstek. Sie sind auch sehr leicht zu lösen.
Für dicke Trossen eignet sich der Trossenstek.
Der Schotstek verbindet Seile sehr zuverlässig und lässt sich leicht lösen. Steht das Seil aber nicht ständig unter Last, kann er sich selbständig lösen.